# Eroberung von Gallipoli
Die Eroberung von Gallipoli durch die osmanischen Türken fand im März 1354 statt. Nach einer fünfzigjährigen Kette von Niederlagen hatten die Byzantiner fast ihre gesamten Besitzungen in Kleinasien verloren. Der Zugang zur Ägäis und dem Marmarameer versetzte die Osmanen in die Lage, den Peloponnes und Griechenland zu erobern und nördlich nach Serbien und Ungarn vorzustoßen.

## Eroberung
Im byzantinischen Bürgerkrieg von 1352 bis 1357 hatten türkische Söldner in den Diensten des Kaisers Johannes VI. Kantakuzenos große Teile des byzantinischen Thrakiens zerstört. 1352 wurde ihnen die kleine Festung Tzympe nahe Gallipoli überlassen. Am 2. März 1354 wurde die Gegend von einem Erdbeben heimgesucht, das hunderte Dörfer in der Umgebung verwüstete. Fast jedes Gebäude in Gallipoli wurde zerstört, woraufhin die griechischen Einwohner die Stadt verließen. Innerhalb eines Monats besetzte Süleman Pascha, der Sohn des osmanischen Sultans Orhan I., den Ort und bevölkerte ihn mit türkischen Familien aus Anatolien.

## Folgen
Johannes VI. bot Orhan I. vergeblich eine Bezahlung an, damit die Türken die Stadt wieder verließen. Der Sultan erklärte, er habe die Stadt nicht mit Gewalt genommen und könne nicht etwas zurückgeben, das ihm Allah geschenkt habe. In Konstantinopel verbreitete sich Panik, da man annahm, die Türken würden die Stadt nun bald belagern. Kantakuzenos’ Macht wurde dadurch geschwächt und er wurde im November 1354 abgesetzt.
Gallipoli sollte sich zum Brückenkopf für die osmanischen Invasionen nach Europa etablieren. Innerhalb von weniger als zehn Jahren fiel den Türken fast das gesamte byzantinische Thrakien, inklusive Adrianopel, in die Hände.